# Kaple Neposkvrněného početí Panny Marie (Libeň)
Kaple Neposkvrněného početí Panny Marie v Praze-Libni je památkově chráněná zámecká kaple, která byla postavena v průběhu rokokové přestavby Libeňského zámku v roce 1770. Byla prvním církevním objektem na území tehdejší Libně.

## Historie
Libeňský zámek vznikl přestavbou původní gotické tvrze v roce 1595 Eliškou Hoffmannovou. Nejprve byl upraven v barokním stylu, a to v roce 1662. V letech 1769–70 došlo k další přestavbě, tentokrát v rokokovém stylu, v jejímž rámci došlo k výstavbě zámecké kaple podle návrhu stavitele Jana Josefa Prachnera. Kaple je zasvěcená Neposkvrněnému početí Panny Marie. Byla prvním církevním objektem na území tehdejší Libně, do té doby Libeň totiž patřila k proseckému okrsku a neměla vlastní kostel.
Interiér kaple zůstal zachován až do dnešní doby. Původní jsou hlavní a boční oltář, zpovědnice, kazatelna i fresková výzdoba stěn a stropu. Hlavní oltář vytvořil sochař a řezbář Richard Jiří Prachner, otec projektanta přestavby Libeňského zámku. Autorem malířské výzdoby je Ignác Raab. Rokokové jsou i lavice a křtitelnice. Varhany pocházejí z 20. století. V letech 1935–1997 byla kaple farním kostelem.
V 50. letech 20. století byla kaple odsvěcena a do 80. letech 20. století sloužila jako depozitář pražskému městskému muzeu. V 80. letech byla renovována a k opětnému vysvěcení došlo v roce 1993.

## Popis
Průčelí kaple je zakomponováno do severní nádvorní strany zámku. Loď kaple je obdélná, zaklenutá plackou, polokruhové kněžiště konchou. Na kapli z východní strany navazuje místnost, nejspíš bývalá sakristie.

## Současnost
V letech 1998−2001 byla dokončena rekonstrukce původní fasády zámku. Samotná kaple a sakristie prošly rekonstrukcí v letech 2014−2015. V současné době zde probíhají světské svatební obřady, kulturní a jiné akce pořádané Městskou částí Prahy 8, např. Noc literatury či Noc kostelů. Kaple byla prohlášena kulturní památkou a jako součást Libeňského zámku je zapsána do Ústředního seznamu nemovitých kulturních památek ČR.